# Le Prince de Greenwich Village
Pour plus de détails, voir Fiche technique et Distribution.
Le Prince de Greenwich Village (House of D) est un film américain, réalisé par David Duchovny et sorti en 2004. 
Il s'agit du premier film réalisé par l'acteur David Duchovny, essentiellement connu pour avoir joué l'agent Fox Mulder dans la série et le film X-Files : Aux frontières du réel. Ce film, en partie autobiographique, s'attache au destin d'un adolescent à New York dans les années 1970.
Le long métrage est présenté en 2004 au festival du film de Tribeca, dirigé par Robert De Niro, où il obtient un grand succès auprès du public.

## Synopsis
Confronté à son passé, Tom se voit obligé de le narrer à sa femme, française. Il lui raconte alors dans quelles difficiles conditions il a passé son enfance à New York, entouré d'une famille disloquée, aidé d'un seul ami et vivant dans des conditions douteuses qui le rendirent précoce.

## Fiche technique
- Titre original : House of D
- Titre français : Le Prince de Greenwich Village
- Réalisation et scénario : David Duchovny
- Musique : Geoff Zanelli
- Direction artistique : Teresa Mastropiero
- Décors : Lester Cohen
- Costumes : Ellen Lutter
- Photographie : Michael Chapman
- Montage : Suzy Elmiger
- Casting : Avy Kaufman
- Production : David Duchovny
- Distribution : Lions Gate Films Inc
- Pays de production :  États-Unis
- Langue originale : anglais
- Format : Couleurs - Dolby Digital - Plein écran, Cinémascope, PAL
- Durée : 96 minutes
- Genre : comédie dramatique, récit initiatique
- Dates de sortie[1] :
  - États-Unis : 7 mai 2004 (festival de Tribeca)
  - États-Unis : 15 avril 2005 (sortie limitée en salles)
  - États-Unis : 29 avril 2005
  - France : 5 septembre 2006 (en DVD)
- Classification[2] :
  - États-Unis : PG-13

## Distribution
- Anton Yelchin (VF : Hervé Grull) : Tommy
- David Duchovny (VF : Georges Caudron) : Tom Warshaw
- Téa Leoni (VF : Rafaèle Moutier) : Mme Warshaw
- Erykah Badu (VF : Maïk Darah) : Lady Bernadette
- Zelda Williams : Melissa
- Magali Amadei : Coralie Warshaw
- Harold Cartier : Odell Warshaw
- Mark Margolis : M. Papass
- Frank Langella (VF : Jean-Pierre Leroux) : le révérend Duncan
- Robin Williams (VF : Michel Papineschi) : Pappass

 Source et légende : version française (VF) sur RS Doublage